# .tokyo
.tokyo est un domaine de premier niveau (top-level domain : TLD) pour Tokyo dans le Domain Name System ou DNS d'Internet. Ce domaine existe depuis le 13 novembre 2013.

## Statistiques d'usage
En janvier 2025, environ 194 000 domaines utilisent l'extension .tokyo.